# Lista över Ingmar Bergmans filmer
Detta är en lista över Ingmar Bergmans filmer.

## Manus och regi
| - Kris (1946) - Det regnar på vår kärlek (1946) - Skepp till India land (1947) - Musik i mörker (1948) - Hamnstad (1948) - Fängelse (1949) - Törst (1949) - Till glädje (1950) - Sånt händer inte här (1950) - Sommarlek (1951) | - Kvinnors väntan (1952) - Sommaren med Monika (1953) - Gycklarnas afton (1953) - En lektion i kärlek (1954) - Kvinnodröm (1955) - Sommarnattens leende (1955) - Det sjunde inseglet (1957) - Smultronstället (1957) - Nära livet (1958) - Ansiktet (1958) | - Jungfrukällan (1960) - Djävulens öga (1960) - Såsom i en spegel (1961) - Nattvardsgästerna (1963) - Tystnaden (1963) - För att inte tala om alla dessa kvinnor (1964) - Persona (1966) - Vargtimmen (1968) - Skammen (1968) | - En passion (1969) - Beröringen (1971) - Viskningar och rop (1973) - Trollflöjten (1975) - Ansikte mot ansikte (1976) - Ormens ägg (1977) - Höstsonaten (1978) - Ur marionetternas liv (1980) - Fanny och Alexander (1982) |

## Manus
- Hets (1944)
- Kvinna utan ansikte (1947)
- Eva (1948)
- Medan staden sover (1950)
- Frånskild (1951)
- Prästen i Uddarbo (1957)
- Lustgården (1961)
- Söndagsbarn (1992)
- Enskilda samtal (1996)
- Trolösa (2000)

## Kortfilmer
- 9 st Reklamfilmer för tvålen Bris (1951)
- Stimulantia (Episoden "Daniel") (1967)
- Karins ansikte (1986)

## TV-filmer
Filmer, dokumentärer & inspelade pjäser för TV
- Herr Sleeman kommer (1957)
- Venetianskan (1958)
- Rabies (1958)
- Oväder (1960)
- Trämålning (1963)
- Ett drömspel (1963)
- Riten (1969)
- Fårödokument (1969)
- Reservatet (1970)
- Misantropen (1973)
- Scener ur ett äktenskap (1973)
- Fårödokument (1979)
- Hustruskolan (1983)
- Efter repetitionen (1984)
- De två saliga (1986)
- Backanterna (1993)
- Harald & Harald (1996)
- Bildmakarna (1998)
- Larmar och gör sig till (1997)
- Saraband (2003)

## TV-manus
- Den goda viljan (1991)

## Filmproducent
- Paradistorg (1977)
- Min älskade (1979)
- Sally och friheten (1981)
- Gotska Sandön (1987)